# Harold & Kumar 2 – Flucht aus Guantanamo
Harold & Kumar 2 – Flucht aus Guantanamo (Originaltitel: Harold & Kumar Escape from Guantanamo Bay) ist eine Filmkomödie aus dem Jahr 2008 mit John Cho und Kal Penn in den Hauptrollen. Regie führten Jon Hurwitz und Hayden Schlossberg, die auch das Drehbuch schrieben. Der Film ist eine Fortsetzung von Harold & Kumar aus dem Jahr 2004.

## Handlung
Zum Ende des ersten Films hatten der indischstämmige Kumar und sein asiatisch-amerikanischer Freund Harold beschlossen, Harolds Traumfrau Maria nach Amsterdam nachzureisen. Nun machen sie sich auf den Weg zum Flughafen, wo sie Kumars Ex-Freundin Vanessa treffen und erfahren, dass diese in einer Woche in Texas heiraten wird. Beim Bräutigam handelt es sich um Colton, einen Kumpel Harolds, den Kumar allerdings hasst und der gerade eine Stelle im Verteidigungsministerium angetreten hat, die er erhielt, weil sein Vater in derselben Studentenverbindung war wie George W. Bush.
Im Flugzeug wird Kumars selbstentwickelte rauchfreie Bong für eine Bombe gehalten. Sie werden von Flugsicherheitsbegleitern überwältigt, das Flugzeug kehrt um und Harold und Kumar werden in Guantanamo Bay interniert. Von dort können sie schon bald fliehen, da die Wärter beim erzwungenen Oralsex von Zellennachbarn überwältigt wurden. Auf einem kubanischen Flüchtlingsboot gelangen sie zurück in die USA nach Miami und besuchen ihren Freund Raza, der gerade eine „Unten-ohne“-Party veranstaltet. Er kann ihnen nicht helfen aber ihnen ein Auto leihen. Sie beschließen, sich auf den Weg nach Texas zu Colton zu machen, da dieser ihnen am Flughafen zugesagt hatte, sie könnten sich an ihn wenden, wenn sie einmal Hilfe benötigten. Ron Fox vom Ministerium für Innere Sicherheit ist den beiden mit seinen Mitarbeitern auf den Fersen und für beide beginnt eine turbulente Reise durch die Südstaaten der USA: Sie treffen auf ein in Inzest lebendes Geschwisterpaar und dessen im Keller eingesperrtes einäugiges Kind, nehmen unfreiwillig an einem Ku-Klux-Klan-Treffen teil und begleiten Neil Patrick Harris, der sie per Autostopp mitnimmt, in ein Bordell – von dort müssen sie jedoch flüchten, weil Harris einer Prostituierten nach dem Sex ein Brandzeichen mit seinen Initialen verpasst und daraufhin von der Bordell-Chefin Sally niedergeschossen wird.
Als es Harold und Kumar schließlich nach Texas geschafft haben, erhalten sie von Colton nicht die versprochene Hilfe, stattdessen verrät er sie an Ron Fox, von dem sie in ein Flugzeug gesetzt werden, das sie zurück nach Guantanamo bringen soll. Es gelingt ihnen allerdings, ihre Bewacher zu überwältigen und mit einem Fallschirm abzuspringen. Die beiden landen im texanischen Haus von George W. Bush und verstecken sich mit diesem vor Dick Cheney in Bushs Gästehaus. Dort freunden sie sich mit dem Präsidenten an und werden von ihm zum Kiffen eingeladen. Mit Bushs Hilfe gelingt es ihnen, Vanessas Hochzeit zu sprengen. Vanessa begleitet sie anschließend nach Amsterdam. Nachdem Harold Maria gefunden hat, verbringen die vier noch einige Zeit gemeinsam in Amsterdam.

## Hintergrund
- Die Menschenrechtsorganisation Amnesty International hatte ihre Mitglieder in den USA dazu aufgerufen, Flugblätter mit dem Titel „Guantanamo is no joke!“ („Guantanamo ist kein Witz!“) vor den Kinos der USA zu verteilen, auf denen zu lesen war: „Du hast „Harold & Kumar Escape from Guantanamo Bay“ gesehen… Aber was bedeutet es wirklich, einer von den ca. 775 Menschen zu sein, die illegal von der US-Regierung in Guantanamo inhaftiert wurden? Stell dir vor, du wurdest nach Guantanamo verkauft oder mitten auf der Straße entführt, beschuldigt und ein faires Verfahren verweigert bekommen, gefoltert, davon abgehalten, deine Familie zu sehen, das Recht verweigert bekommen deine Internierung anzufechten und in einer Zelle täglich 22 Stunden über 6 Jahre lang festsitzen… aber niemals wegen eines Verbrechens verurteilt oder auch nur angeklagt werden. – Ruf die US-Regierung dazu auf, die Gefangenen anzuklagen und ihnen ein faires Gerichtsverfahren zu geben oder sie freizulassen.“[1]

- Im Gegensatz zum Vorgänger Harold & Kumar, ist in diesem Film die deutsche Synchronstimme von Harold nicht mehr Oliver Pocher, sondern Simon Roden und die deutsche Stimme von Kumar nicht mehr Rick Kavanian, sondern Gerrit Schmidt-Foß.

- Die Dreharbeiten begannen im Januar 2007, gedreht wurde in Toronto, Shreveport und Amsterdam.

- Die Produktionskosten wurden auf rund 12 Millionen US-Dollar geschätzt. Der Film spielte in den Kinos weltweit rund 43 Millionen US-Dollar ein, den Großteil davon (rund 38 Millionen US-Dollar) in den USA und nur rund 5 Millionen US-Dollar in allen anderen Ländern.[2]

- Kinostart in den USA war am 25. April 2008. In Deutschland kam der Film nicht in die Kinos und wurde am 17. Oktober 2008 direkt auf DVD veröffentlicht.

## Kritiken
Der Film wurde bei amerikanischen Kritikern weniger gut bewertet als sein Vorgänger und kam bei Metacritic auf 57 von 100 Punkten. James Berardinelli schrieb, der Film liefere, was Fans erwarteten. Der Kritiker des Mediendienstes der evangelikalen Organisation Focus on the Family riet von dem Film ab, unter anderem weil die Protagonisten nach seiner Zählung gegen „mindestens 9 der 10 Gebote“ verstoßen und etwa 125 F-Wörter und 50 S-Wörter zu hören sind.
Das Lexikon des internationalen Films befand den Film als eine „[p]olitisch betont unkorrekte Komödie als Nachfolger eines einträglichen Kinofilms, die ihre Seitenhiebe nach allen Richtungen austeilt, dabei aber kein überzeugendes satirisches Potenzial erkennen lässt“.

## Weitere Filme
Im Juli 2008 wurde ein weiterer Spielfilm der „Harold & Kumar“-Reihe angekündigt. Dieser trägt den Original-Titel Harold & Kumar – Alle Jahre wieder und kam am 4. November 2011 in die amerikanischen Kinos. In Deutschland kam der Film nicht in die Kinos, wurde aber am 23. November 2012 auf DVD veröffentlicht.